# Villa Rozenheuvel

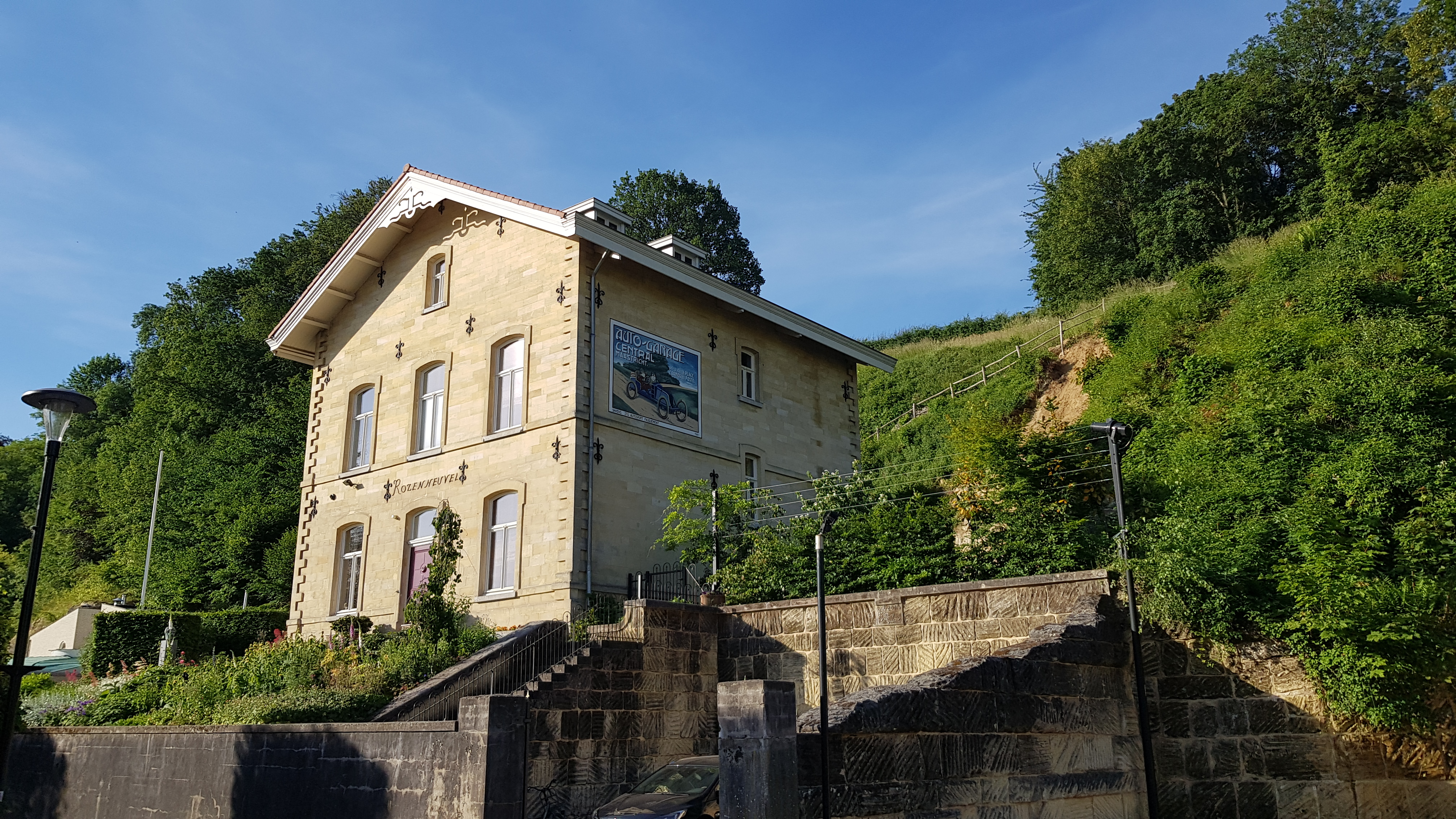
Villa Rozenheuvel

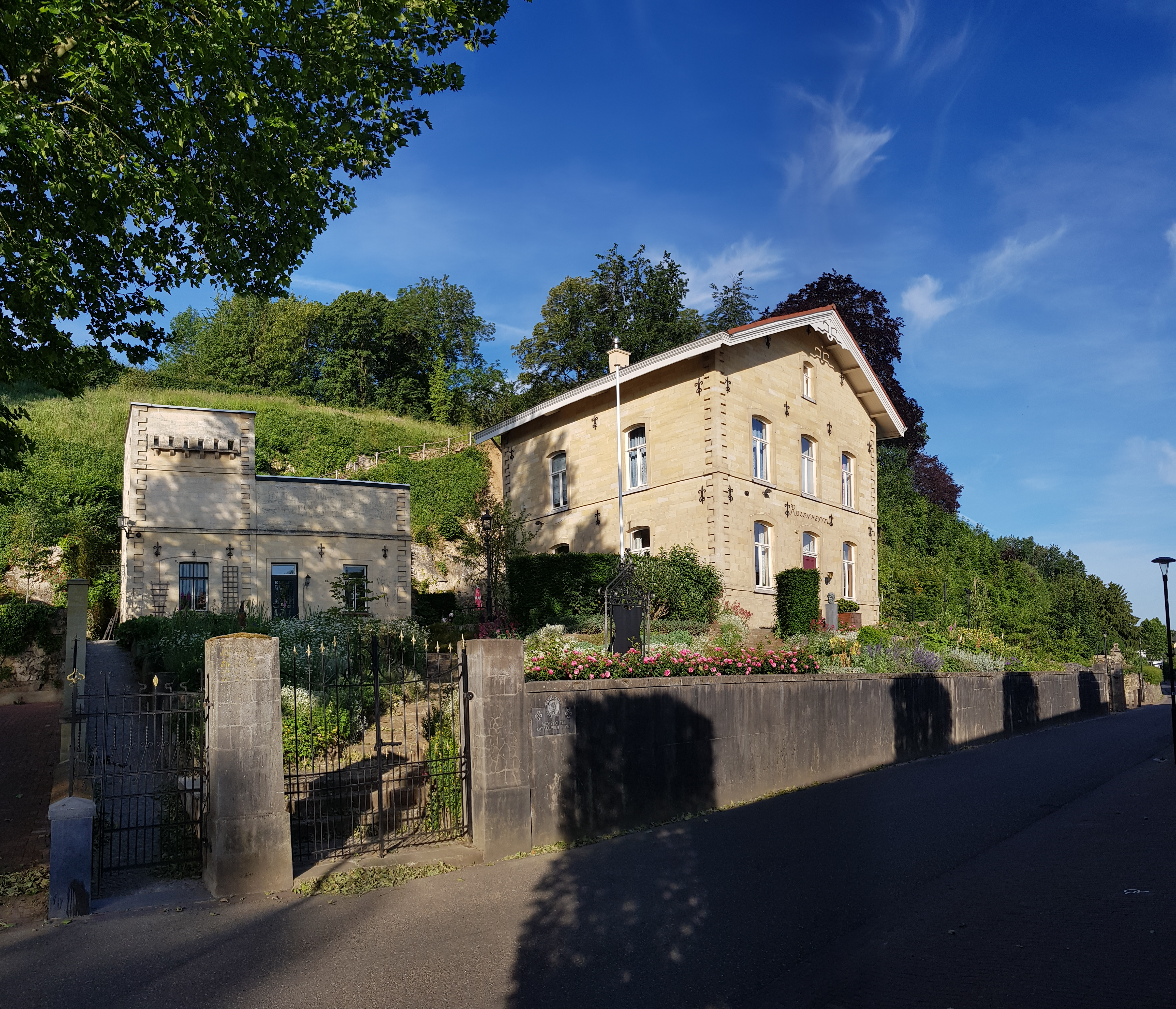
Villa Rozenheuvel

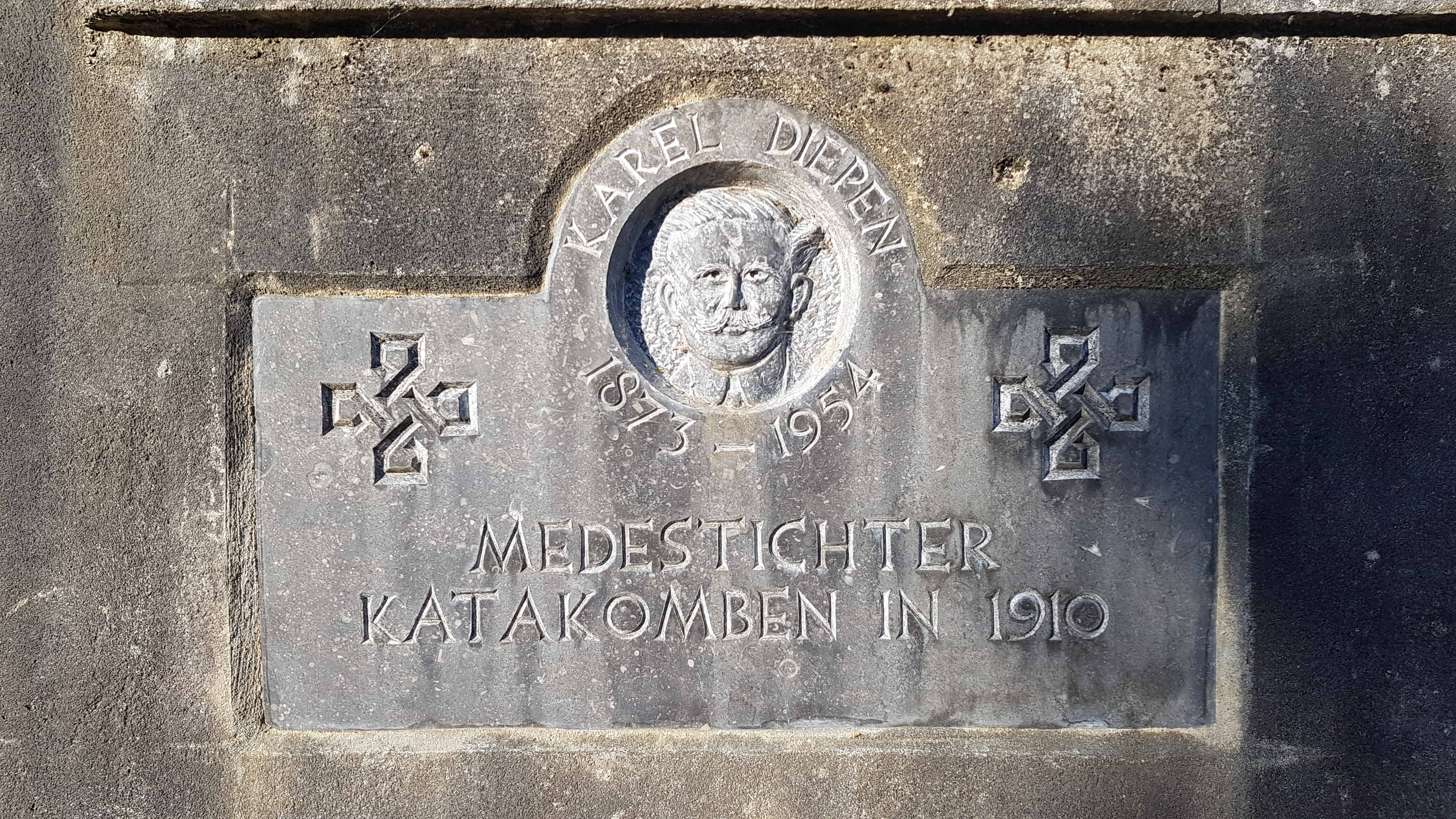
Plaquette voor Karel Diepen in muur Villa Rozenheuvel

Villa Rozenheuvel is een villa in de Nederlandse gemeente Valkenburg aan de Geul in Zuid-Limburg. De ondergrondse groeve ligt aan de westkant van Valkenburg aan de Plenkertstraat in Plenkert onder het hellingbos Polferbos op de noordelijke rand van het Plateau van Margraten in de overgang naar het Geuldal. Ter plaatse duikt het plateau een aantal meter steil naar beneden.
Op respectievelijk ongeveer 125 en 200 meter naar het zuidoosten staan aan dezelfde straat de voormalige Irenekerk en de neoclassicistische Villa Alpha. Op ongeveer 50 meter naar het westen van de villa ligt het Openluchttheater Valkenburg en op ongeveer 300-350 meter naar het westen liggen de Romeinse Katakomben. Achter de villa ligt de Groeve achter Villa Rozenheuvel. Naast de villa komt de nooduitgang van de Gemeentegrot uit op de Plenkertstraat.

## Geschiedenis
In 1891 kocht Armand Diepen de Villa Alpha aan de Plenkertstraat. Na zijn dood bleef de villa eigendom van het gezin.
In 1908-1910 werden aan de Plenkertstraat de Romeinse Katakomben aangelegd in opdracht van Jan Diepen en Karel Diepen, de zonen van Armand Diepen.
In 1909 werd even verderop in de straat de Villa Rozenheuvel gebouwd in opdracht van Karel Diepen, die er in ging wonen. Er werd gedacht dat de villa het ontwerp was van Pierre Cuypers, maar dat blijkt niet het geval te zijn. De broer van Karel woonde in de Villa Alpha.
In 1954 overleed Karel Diepen.
Op 23 juni 2011 werd op de muur van de villa een plaquette aangebracht als eerbetoon aan Karel Diepen en het werk dat hij verrichtte voor de cultuursector in Valkenburg.